# Okręg wyborczy Renfrewshire
Okręg wyborczy Renfrewshire powstał w 1708 r. i wysyłał do brytyjskiej Izby Gmin jednego deputowanego. Okręg obejmował szkockie hrabstwo Renfrewshire. Został zlikwidowany w 1885 r.

## Deputowani do brytyjskiej Izby Gmin z okręgu Renfrewshire
- 1708–1710: John Shaw
- 1710–1722: Robert Pollock
- 1722–1727: Thomas Cochrane
- 1727–1734: John Shaw
- 1734–1742: Alexander Cuninghame
- 1742–1761: William Mure
- 1761–1768: Patrick Crauford
- 1768–1774: William McDowall
- 1774–1780: John Crauford
- 1780–1783: John Shaw-Stewart
- 1783–1786: William McDowall
- 1786–1796: John Shaw-Stewart
- 1796–1802: Boyd Alexander
- 1802–1810: William McDowall
- 1810–1818: Archibald Speirs
- 1818–1830: John Maxwell
- 1830–1837: Michael Shaw-Stewart
- 1837–1841: George Houstoun
- 1841–1846: Patrick Maxwell Stewart
- 1846–1855: William Mure
- 1855–1865: Michael Robert Shaw Stewart
- 1865–1869: Archibald Alexander Speirs
- 1869–1873: Henry Bruce, Partia Liberalna
- 1873–1874: Archibald Campbell
- 1874–1880: William Mure
- 1880–1885: Alexander Crum